# المعرض الصيفي للأكاديمية الملكية

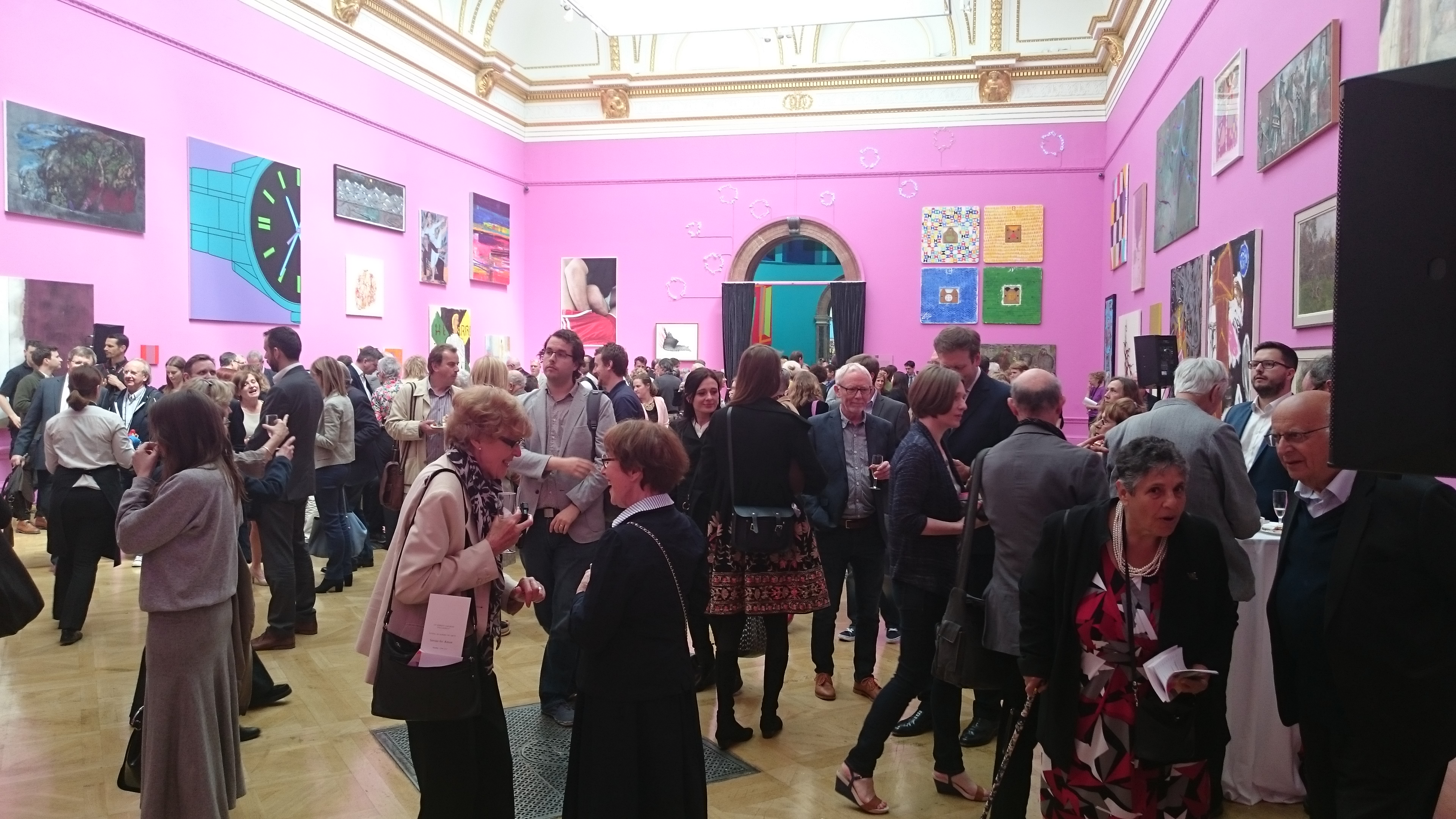
منظر لإحدى الغرف الرئيسية ، يونيو 2015

المعرض الصيفي هو معرض فني مفتوح يقام سنويًا من قبل الأكاديمية الملكية في برلنغتون هاوس، بيكاديللي في وسط لندن، إنجلترا، خلال أشهر يونيو ويوليو وأغسطس. يتضمن المعرض اللوحات والمطبوعات والرسومات والنحت والتصاميم والنماذج المعمارية، وهو أكبر وأشهر معرض مفتوح في المملكة المتحدة. كما أنه «أطول معرض للفن المعاصر في العالم».

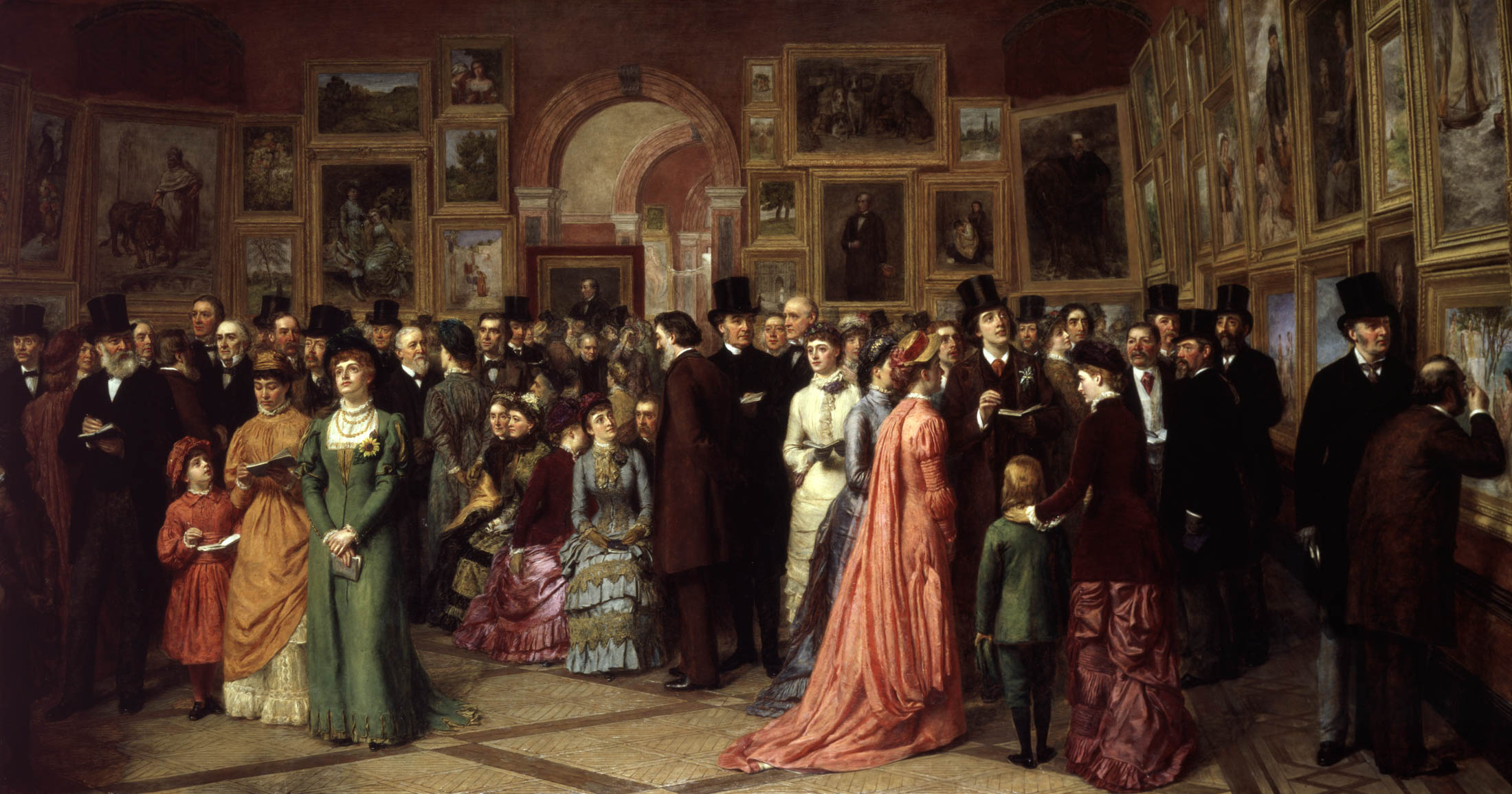
عرض خاص في الأكاديمية الملكية ، 1881 بقلم ويليام باول فريث ، يصور أوسكار وايلد وغيرها من الأشياء الفيكتورية في عرض خاص لمعرض 1881

عندما تأسست الأكاديمية الملكية في عام 1768، كان أحد أهدافها الرئيسية إقامة معرض سنوي مفتوح لجميع الفنانين ذوي الجدارة، والذي يمكن للجمهور زيارته. أقيم المعرض الصيفي الأول عام 1769 ؛ تم عقده كل عام منذ ذلك الوقت دون استثناء.

## التاريخ
تضمن المعرض الأول عام 1769 136 عملاً. يعود اسم معرض الصيف إلى عام 1870.

## عملية الاختيار
واليوم، يتم اختيار حوالي 1000 عمل سنويًا من ما يصل إلى 10000 مرشح يمثلون حوالي 5000 فنان. [بحاجة لمصدر] لأي فنان (حي أو معروف أو غير معروف) تقديم ما يصل إلى عملين مقابل رسوم تبلغ 35 جنيهًا إسترلينيًا للقطعة للاختيار بواسطة لجنة اختيار المعرض الصيفي والتعليق. [بحاجة لمصدر] نظرًا للزيادة الكبيرة في حجم المشاركات خلال السنوات الأخيرة، تم تخفيض عدد المشاركات لكل فنان إلى 2 (من 3) وتم زيادة الرسوم 18 جنيهًا إسترلينيًا للقطعة. وتتكون اللجنة من مجلس الأكاديميين (الهيئة الإدارية لجمعية الاتصالات الراديوية) ويترأسها رئيس الأكاديمية الملكية. بالإضافة إلى تلك الأعمال التي اختارتها اللجنة، يحق لجميع الأكاديميين الثمانين أن يحصلوا على ستة من القطع الخاصة بهم في المعرض.
بالنسبة لمعرض عام 2006، تلقت الأكاديمية تمثالًا وقاعدة من ديفيد هينسل. عن طريق الخطأ، تم الحكم على الجزأين بشكل مستقل، ونتيجة لذلك تم رفض التمثال وعرض القاعدة.

## معرض

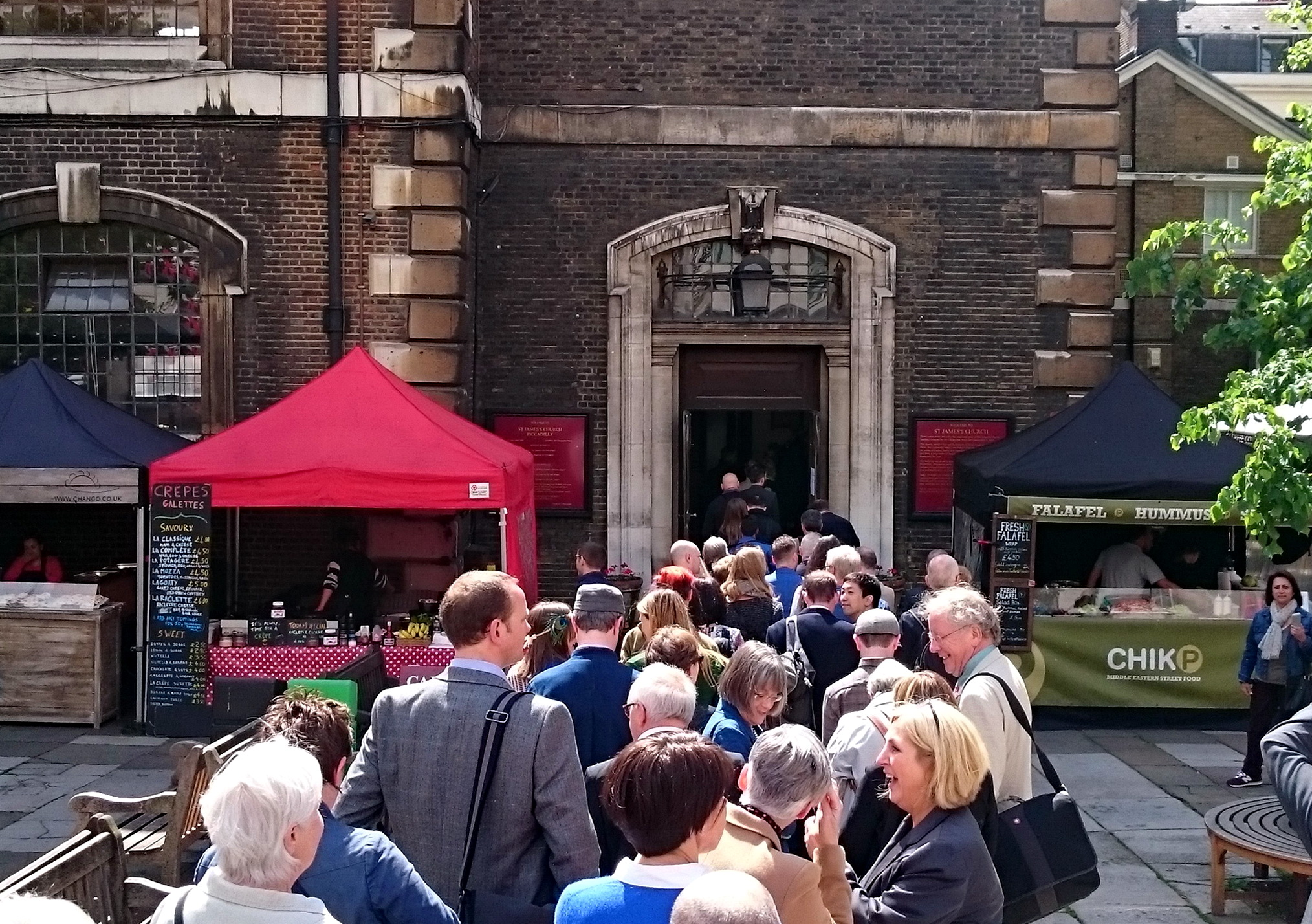
المشاركون في معرض RA الصيفي لعام 2015 في سانت جيمس ، بيكاديللي ، في يوم التلميع

يفتح المعرض الصيفي للأكاديمية الملكية عادةً للجمهور في أوائل شهر يونيو، يسبقه سلسلة من العروض الخاصة. يسمى الحدث الرئيسي «يوم التلميع»، وهو اليوم الذي يأتي فيه الفنانون، وفقًا للأسطورة الشهيرة، لإضافة طبقة نهائية من الورنيش إلى لوحاتهم (قارن: vernissage). تقليديا، يسير الفنانون في موكب من برلنغتون هاوس إلى كنيسة سانت جيمس، بيكاديللي، حيث يتم تقديم الخدمة. في حفل الافتتاح يتم الإعلان عن القوائم المختصرة للجوائز المختلفة.
بعض السنوات لها موضوعات خاصة. كان موضوع المعرض عام 2005 هو «الطباعة والتعددية». في عام 2006، كان الموضوع «من الحياة». في عام 2008، كان الموضوع «صنع الإنسان». كان موضوع عام 2010 «الخام». في عام 2011، وافقت لجنة الاختيار على عدم وجود موضوع محدد. [بحاجة لمصدر]

تقريبا جميع الأعمال المعروضة للبيع. تتلقى الأكاديمية 30٪ من سعر الشراء. في عام 2003، بلغ هذا المبلغ حوالي 20000000 جنيه إسترليني للمؤسسة، التي لا تتلقى أي دعم مالي من الدولة أو التاج.  

### أمناء
- 2005: ستيفن فارثينج وكريستوفر أور [5]
- 2012: تيس جراي [6]
- 2013: إيفا جيزينا ونورمان أكرويد [7]
- 2015: مايكل كريج مارتن [8]
- 2016: ينكا شونيبار [9]
- 2017: إيلين كوبر [10]
- 2018: غرايسون بيري [11][12]
- 2019 جوك مكفادين [13]

## الجوائز
تبلغ قيمة الجوائز أكثر من 70.000 جنيه إسترليني، بما في ذلك جائزة Charles Wollaston التي تبلغ 25 ألف جنيه إسترليني، كل عام في المعرض الصيفي. بالإضافة إلى ذلك، يتم منح جائزة معمارية بقيمة 10.000 جنيه إسترليني.

### الفائزون بجائزة تشارلز ولاستون
- 1997: الظهير الأيمن كيتاج
- 1999: ديفيد هوكني [15]
- 2000: جيرارد هيمسورث
- 2001: مارك كوين
- 2003: جيك ودينوس تشابمان [16]
- 2006: شانتال جوفي
- 2007: جافين ترك
- 2008: جيف كونز
- 2009: ريتشارد ويلسون
- 2010: ينكا شونيبار
- 2011: أليسون ويلدينج [17]
- 2012: أنسلم كيفر
- 2013: الأناطسوي [18]
- 2014: فولفجانج تيلمانز [19]

## استقبال
وقد حظي المعرض بالإعجاب والنقد. وصفها جوناثان جونز في عام 2019 بأنها «جثة متضخمة من تقليد... [بجودة] متعبة، ذات مظهر داخلي، ونهاية الطريق».
أقيم معرض حول تاريخ المعرض الصيفي The Great Spectacle في عام 2018.

## روابط خارجية
- موقع المعرض الصيفي
- معرض الأكاديمية الملكية الصيفية: وقائع 1769-2018
- حول مشروع البحث عن المعرض الصيفي (مركز بول ميلون)
- بحث معرض الصيف (الأكاديمية الملكية)
- معرض RA الصيفي: القوة الترويجية للملصق (BBC)
- "The Royal Academy Summer Exhibition, a Chronicle 1769-2018. Index". Chronicle 250. Royal Academy 250. 2018. مؤرشف من الأصل في 2019-06-05. اطلع عليه بتاريخ 2019-09-13. (مرفق البحث حسب الفنان)